# カントリーベアーズ
『カントリーベアーズ』（The Country Bears）は、2002年公開のアメリカ映画。
以前はマジック・キングダムにも存在したが現在は終了し、東京ディズニーランドにのみあるアトラクション「カントリーベア・ジャンボリー」をモチーフにした作品。

## ストーリー
注：劇中の世界では、人間のように話す熊たちと人間たちは平和的に共存している（特に理由や理屈は提示されていない）。
人間のバリントン家で暮らす11歳の熊ベアリーは、自分と家族との容姿と異なることに疑問を抱き、自分が養子であることを知り、本当の家族を探すために家出をする。
ベアリーは、憧れていた熊たちによるバンド「カントリーベアーズ」がかつて活躍していた「カントリーベア・ホール」へとやってくる。そこで、カントリーベアーズ解散で寂れたカントリーベア・ホールが、数日後に取り壊されることを知る。
カントリーベア・ホールを救おうとするベアリーは、カントリーベアーズの元マネージャーでホールを管理していたヘンリーにカントリーベアーズを再結成し、カントリーベア・ホールの取り壊しを阻止することを提案する。
この提案に乗ったヘンリーは、ベアリーと共に元メンバーを探す旅に出る。ベアリーは旅の過程で、たとえ自分が養子であったとしても、バリントン家が自分の本当の家族であることを知る。
再結成したカントリーベアーズには、ベアリーも新たなメンバーとしてバンドに加わる。カントリーベアホールはカントリーベアーズ再結成を知った人々で埋まり、ホールの取り壊しは取り止めになった。

## キャスト
| 役名                 | 声優・俳優                                                    | 日本語吹替 |
| -------------------- | ------------------------------------------------------------- | ---------- |
| ベアリー・バリントン | 台詞：ハーレイ・ジョエル・オスメント 歌：エリザベス・デイリー | 熊木翔     |
| リード・シンプル     | クリストファー・ウォーケン                                    | 野沢那智   |
| テッド               | 台詞：ディードリック・ベーダー 歌：ジョン・ハイアット         | 池田勝     |
| フレッド             | ブラッド・ギャレット                                          | 郷里大輔   |
| ゼブ                 | スティーヴン・ルート                                          | 斎藤志郎   |
| テネシー             | 台詞：トビー・ハス 歌：ドン・ヘンリー                         | 岩崎ひろし |
| ヘンリー             | ケビン・マイケル・リチャードソン                              | 宝亀克寿   |
| ビッグ・アル         | ジェームズ・ギャモン                                          | 石塚勇     |
| トリキシー           | 台詞：キャンディ・フォード 歌：ボニー・レイット               | 伊倉一恵   |
| ハム                 | ダリル・ミッチェル                                            | 高木渉     |
| チーツ               | ディードリック・ベーダー                                      | 清水明彦   |
| ミスター・バリントン | スティーヴン・トボロウスキー                                  | 星野充昭   |
| ミセス・バリントン   | ミーガン・フェイ                                              | 一龍斎貞友 |
| デックス・バリントン | イーライ・マリエンタール                                      | 木村良平   |
| ローディ             | M・C・ゲイニー                                                | 西凜太朗   |
| リップ・ホーランド   | アレックス・ロッコ                                            | 宮澤正     |

- その他の日本語吹き替え：甲斐田裕子／柳沢真由美／よのひかり／奥田啓人／京井幸

### 本人役で出演しているミュージシャン
五十音順
- イグジビット（木村雅史）
- ドン・ウォズ
- エルトン・ジョン（佐藤祐四）
- ブライアン・セッツァー
- ウィリー・ネルソン（小島敏彦）
- ジョン・ハイアット（英語版）（吉田孝）
- ドン・ヘンリー（隈本吉成）
- クィーン・ラティファ（磯辺万沙子）
- ボニー・レイット
- ワイクリフ・ジョン（ふくまつ進紗）

## 楽曲
- アイム・オンリー・イン・イット・ハニー
- ウェア・ノーバディー・ノウズ・マイ・ネーム
- ストライト・トゥー・ザ・ハート・オブ・ラブ
- ベア・マウンテン・ホップ
- キック・イット・イントゥー・ギア
- ザ・キッド・イン・ユー